# Мариинская женская гимназия (Петрозаводск)
Марии́нская же́нская гимна́зия — всесословное среднее учебное заведение в Петрозаводске, Олонецкая губерния.

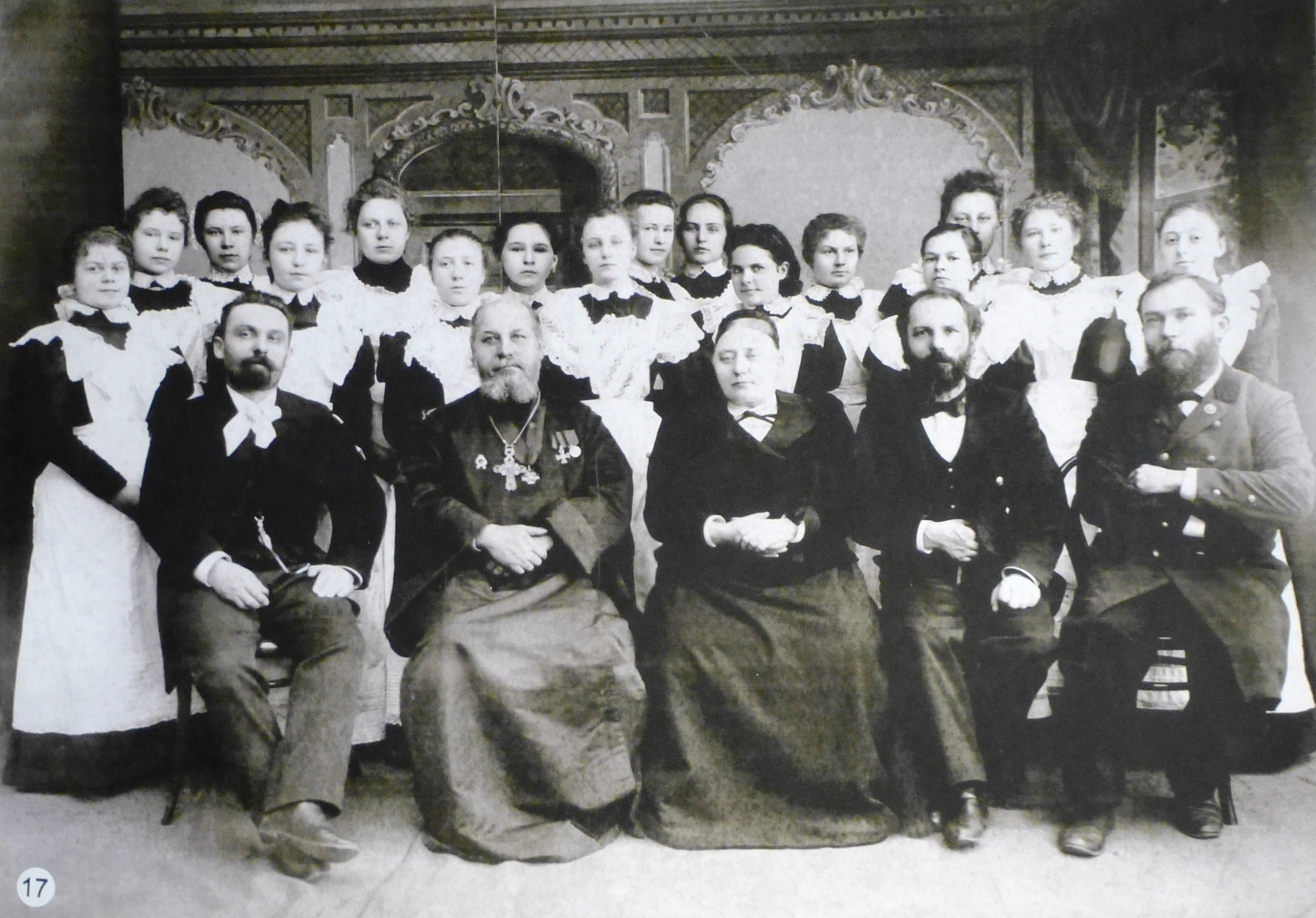
Выпускницы и преподаватели Мариинской женской гимназии Петрозаводска.

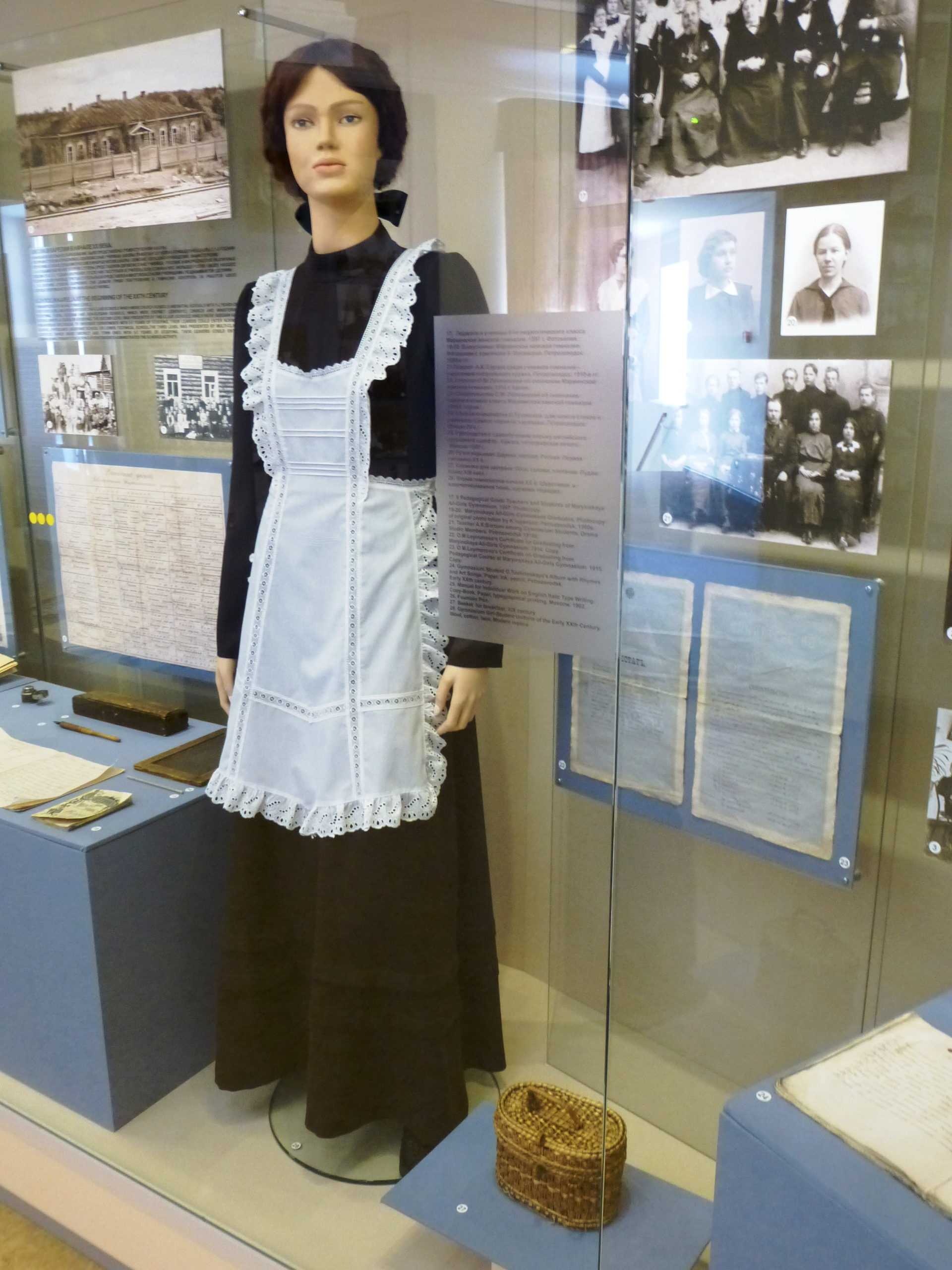
Реконструкция платья гимназистки. Национальный музей Республики Карелия.

## История
Открыта в 1844 году как Петрозаводское женское приходское училище. В 1870 году преобразовано в гимназию. Учебное заведение находилось на Мариинской улице (ныне проспект Карла Маркса) в двухэтажном здании по соседству с губернской мужской гимназией.
Деятельность гимназии осуществлялась за счёт средств Ведомства учреждений императрицы Марии и платы за обучение.
Курс обучения был рассчитан на 7 лет, классы делились на основные и подготовительные. Изучались Закон Божий, грамматика, словесность, логика, математика, физика, география, история, немецкий и французский языки, рукоделие. В 1897 году открылся восьмой класс — педагогический.
Гимназия готовила домашних учительниц и домашних наставниц, преподавательниц младших классов средних учебных заведений и учительниц народных училищ.
Гимназией руководил начальник гимназии, назначавший надзирательницу гимназии, утверждаемую в должности императрицей. Большинство учащихся составляли дочери петрозаводских чиновников, дворян и мещан. Число гимназисток в 1877 году составляло 198 человек, в 1901 году — 216, в 1916 году — 388 человек. Все ученицы носили школьную форму — коричневое платье с чёрным (по праздникам белым) фартуком, в 1914 году добавились соломенные шляпки.
В 1918 году, как и все школы города, была преобразована в советскую рабоче-крестьянскую школу под № 2.
Впоследствии названа советской, получила номер 1 и статус 2-й ступени.
В 1930-х годах школа № 1 переехала на проспект Ленина, после войны — на улицу Кирова. В 1956 году построено новое здание школы с интернатом на улице Ленинградской. В 2011 году МОУ «Средняя школа № 1» переименовано в ГБОУ РК «Специализированная школа искусств».

## История здания
Здание гимназии было построено в 1858 году по проекту губернского архитектора В. В. Тухтарова. Первоначально в здании размещался пансион. В 1861 году пансион был перестроен под женскую гимназию. В 1872 году здание реконструировано по проекту архитектора В. Г. Михайловского. В советские времена в здании размещались учебные заведения (школа № 1 и школа № 12) и общежитие пединститута.
С 1987 года в здании размещается коллектив ансамбля «Кантеле». В рамках празднования 90-летия Республики Карелия в 2010 году здание было полностью реконструировано. Его площадь увеличилась в 2,5 раза, в нём появились зрительный зал на 100 мест, репетиционные классы, мастерские, оборудована студия звукозаписи.